# Østergård (Tulstrup Sogn)
 For alternative betydninger, se Østergård. (Se også artikler, som begynder med Østergård)
Østergård er en hovedgård i Tulstrup Sogn, 2 km vest for byen Malling i Århus Kommune.
Øm Kloster fik gården skænket i 1447, af Jens Ebbesen, en borger i Viborg, men har haft flere forskellige ejere, indtil Baron Vilhelm Gyldenkrone til Vilhelmsborg overtog den i 1678.
Den blev i Gyldenkroneslægten frem til 1789 og har fra slutningen af 1800-tallet været ejet af Dahl-familien til Moesgård.
Der har oprindeligt været et stenhus, der fortælles fra et syn på gården i 1665 at "et ruineret moxen nedfalden og øde bygningskomplex, bestående af en 9 fag lang stenstue i vest, saamt et søndre hus (19 fag foruden borgeporten), borgestue ( 8 fag) og fruerstue, alt i bindingsværk. Af dette opretholdes kun stenstuen, mens der østen i borggården af gl. materialer byggedes et 11 fags bindingsværkshus med kvist.
Den nuværende hovedbygning skulle være fra 1835, hvor den blev opført efter en brand, men i kælderen er ældre bygningsdele, der godt kunne stamme fra den oprindelige bygning.
Der var brand i avlsbygningerne i 1958.
Østergård Gods er på 324 hektar med Snærildgaard.

## Ejere af Østergård
- (1447) Jens Ebbesen
- (1447-1536) Øm Kloster
- (1536-1543) Kronen
- (1543-1563) Jost Andersen Ulfeldt
- (1563-1591) Anne Nielsdatter Kaas
- (1591-1632) Kirsten Jostsdatter Ulfeldt og Helvig Jostsdatter Ulfeldt
- (1632-1638) Helvig Jostsdatter Ulfeldt
- (1638-1642) Johan Kjeldsen Brockenhuus
- (1642-1651) Niels Jørgensen Friis
- (1651-1678) Brigitte Krabbe
- (1678-1683) Vilhelm lensbaron Güldencrone
- (1683-1692) Regitze Sophie Vind
- (1692-1701) Christian lensbaron Güldencrone / Jørgen baron Güldencrone / Vilhelm baron Güldencrone
- (1701-1746) Christian lensbaron Güldencrone
- (1746-1747) Vilhelm lensbaron Güldencrone
- (1747-1767) Constantin August Charisius
- (1767-1771) Frederik Christian Kaas
- (1771-1788) Christian Frederik baron Güldencrone
- (1788-1789) Christian Frederik baron Güldencrones dødsbo
- (1789-1814) Jørgen Schmidt
- (1814-1821) Hans Christian Møller
- (1821) Jørgen Schmidts dødsbo
- (1821-1854) Fritz Ernst Koch
- (1854-1855) I.F. Schultz
- (1855-1856) Povl Rasmussen
- (1856-1870) Carl Bodilius August Dahl
- (1870-1872) Torkild Christian Dahl
- (1872-1911) Enkefru Emilie Andersen gift Dahl
- (1911-1922) Enkefru Caroline Margrethe Eleonora Emilie Dahl gift Bang
- (1922-1964) Hakon Thorkil Christian Carl Frederik Dahl
- (1964-1996) Torben Dahl Olesen
  - (1996-2005) Thorkil Bjerglund Andersen
- (2005-) Enkefru Mette Bjerglund Andersen